# U-Bahn-Station Stadion
Stadion is een metrostation in het district Leopoldstadt van de Oostenrijkse hoofdstad Wenen. Het station werd geopend op 10 mei 2008 en wordt bediend door lijn U2.

## Geschiedenis
Op 26 januari 1968 werd besloten om een metronet in Wenen aan te leggen. In de nadere uitwerking van het metronet, de U-Bahn-Netzvariante M uit 1970, was het station opgenomen als onderdeel van U1B. Deze lijn zou ten zuiden van het station doorlopen naar station Stadionbad en daar aansluiting bieden op de oost-westlijn U3. Door gewijzigde plannen begin jaren 80 van de 20e eeuw werd station Stadion onderdeel van lijn U2 die ten zuiden van Stadion het tracé volgt dat in 1970 voor het oostelijke deel van de U3 was voorzien. Wel is er een 2,3 km lange enkelsporige tunnel, zonder station bij het zwembad, naar de werkplaats en het depot van Erdberg gebouwd dat door U2 en U3 gemeenschappelijk gebruikt wordt.
De bouw van de U2 verlenging Schottenring – Stadion begon in 2002 en was gereed op 10 mei 2008, op tijd voor het EK voetbal 2008 dat onder andere in het stadion werd gehouden. De tramlijn 21 die voorheen op een vrije baan in de Engerthstraße van en naar het stadion reed werd opgeheven toen het station geopend werd. Daarmee vervielen ook de extra stadionritten van de tram. Het station was bijna 2,5 jaar het oostelijke eindpunt van de U2 tot deze op 2 oktober 2010 werd verlengd naar de andere Donauoever.

## Ligging en inrichting
Het viaductstation ligt bij het kruispunt Vorgartenstraße / Meiereistraße en is genoemd naar het Ernst Happelstadion naast het station. Het kent drie sporen waarvan het middelste geschikt is voor de spaanse methode tussen de twee eilandperrons. De beide perrons zijn aan de uiteinden met liften en vaste trappen verbonden met de respectievelijke toegangshallen bij de hoofdingang bij de Meiereistraße naast het stadion en winkelcentrum Stadion Center, en de bij de Vorgartenstraße ter hoogte van de Dr.-Natterer-Gasse.
Daarnaast zijn er voor wedstrijddagen en bij evenementen per perron vier extra toegangen beschikbaar om de reizigersstroom de baas te blijven. Het derde spoor maakt het mogelijk om zonder problemen extra ritten in te zetten en het in- en uitstappen voor de duizenden stadionbezoekers makkelijker te maken. Het station werd door Wiener Linien ontwikkeld in samenwerking met het Österreichischen Institut für Schul- und Sportstättenbau (ÖISS). Tijdens het EK voetbal 2008 werd voor het eerst een doseringssysteem ingezet zodat er nooit meer reizigers op het perron kwamen dan er in de volgende metro pasten.
In de buurt van het station ligt de Busterminal Vienna voor internationale busdiensten en de luchthavenbus.

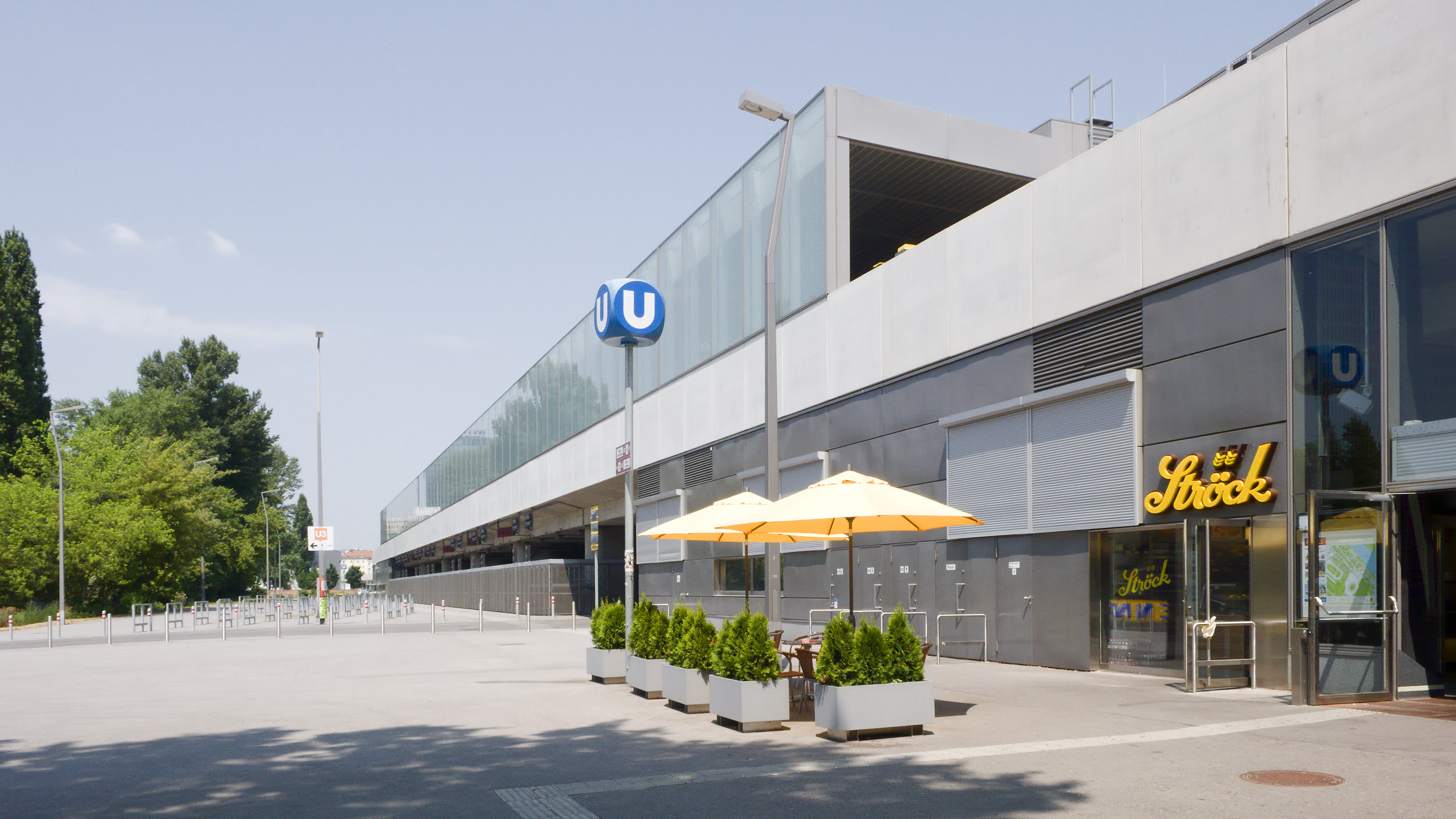
De stadionzijde van het station.
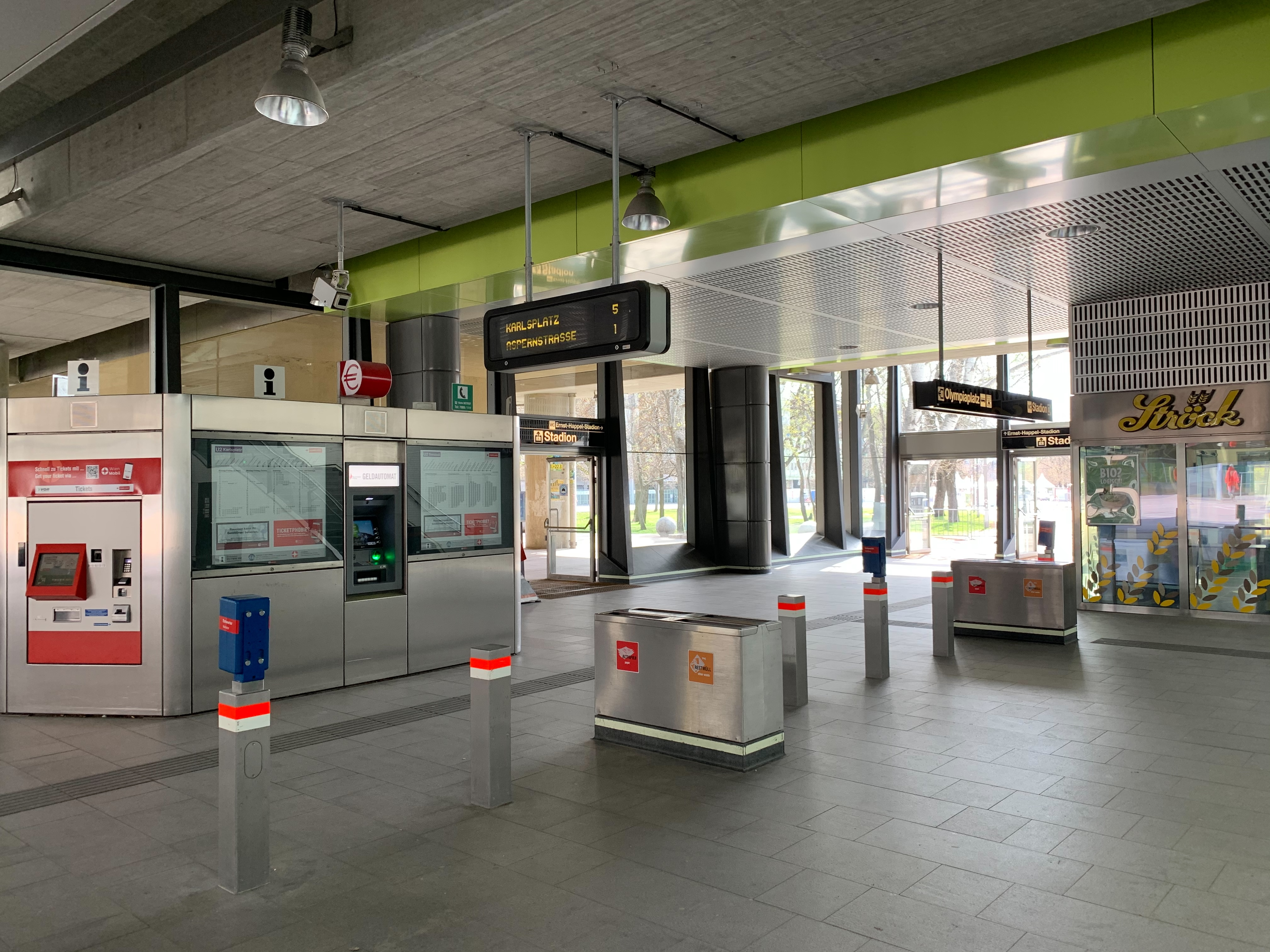
De stationshal bij de Meiereistraße.
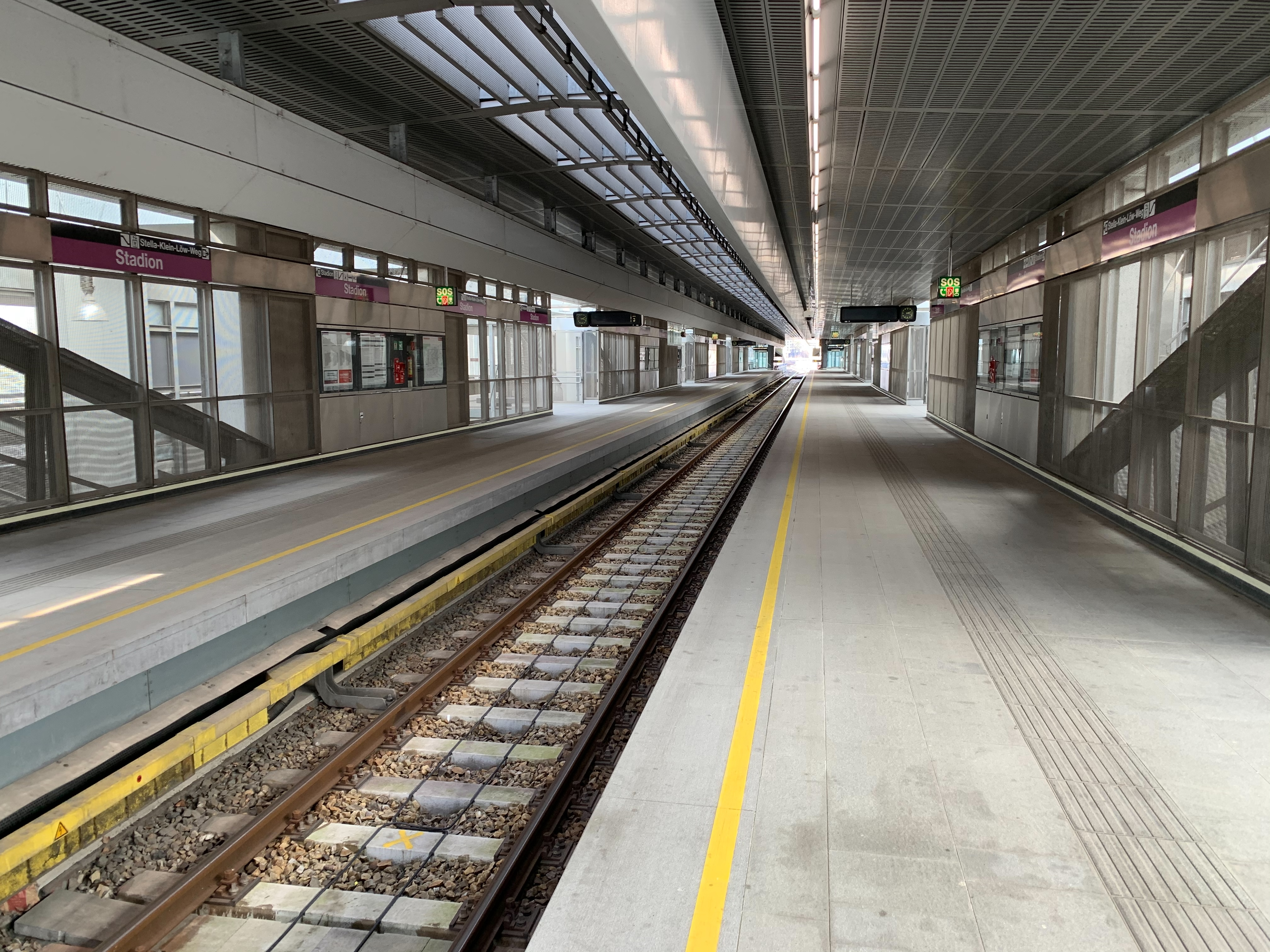
Het middelste spoor tussen de perrons.